# William Butler (coronel)
William Butler (morto em 1789) foi um oficial da Pensilvânia durante a Guerra da Independência dos Estados Unidos da América, onde atingiu o posto de coronel. Tornou-se conhecido por sua liderança na Batalha de Monmouth, o incêndio de aldeias indígenas em Unadilla e Oquaga, e por sua participação na Expedição Sullivan.

## História
O ano exato do nascimento de Butler é desconhecido, embora muito provavelmente ele tenha nascido em meados dos anos 1740. Sua família emigrou da Irlanda antes de 1760 e estabeleceu-se no Condado de Cumberland. Em fins dos anos 1760, ele trabalhou como comerciante de peles na fronteira, próximo de Pittsburgh, junto ao seu irmão Richard.
Foi comissionado como tenente-coronel do Exército Continental quando da formação do 4º Regimento da Pensilvânia em 25 de outubro de 1776.

## Família
Butler foi o segundo de cinco irmãos que serviram como oficiais na Revolução Americana. Os dois irmãos mais velhos nasceram na Irlanda. Do mais velho para o caçula:
- Richard (1743–1791), morto na Guerra Indígena do Noroeste;
- William, tema deste verbete;
- Thomas Butler (1754–1805), 2º Regimento da Pensilvânia, gravemente ferido na Guerra Indígena do Noroeste;
- Percival Butler (1760–1821), capitão do 2º Regimento da Pensilvânia; ajudante-geral de Kentucky na Guerra anglo-americana de 1812;
- Edward Butler (1763–1803), 9º Regimento da Pensilvânia; Guerra Indígena do Noroeste;